# Rusticoclytus adspersus
Rusticoclytus adspersus är en skalbaggsart som först beskrevs av Friedrich-August von Gebler 1830.  Rusticoclytus adspersus ingår i släktet Rusticoclytus och familjen långhorningar.
Artens utbredningsområde är Kazakstan. Inga underarter finns listade i Catalogue of Life.